# 선넥타리안 기
선넥타리안 기(영어: Pre-Nectarian Period)는 달의 지질 연대 중 하나이며, 45.5억년 전(달의 생성)에서 39.2억년 전까지의 시대를 일컫는다. 대부분의 산악지대 지층은 선넥타리안 기 암석으로 구성되어 있다.